# Nickelskutterudite
La nickelskutterudite (simbolo IMA: Nskt) è un minerale del supergruppo della perovskite, all'interno del quale viene collocato nel gruppo delle perovskiti non stechiometriche e da lì al sottogruppo della skutterudite; appartiene alla famiglia minerale dei "solfuri e solfosali" con composizione chimica NiAs3.
Il minerale è l'analogo del nichel della ferroskutterudite e della skutterudite.

## Etimologia e storia
La nickelskutterudite fu scoperta per la prima volta nell'area mineraria di Schneeberg nei Monti Metalliferi (in Sassoni) e descritta nel 1845 da August Breithaupt che, tuttavia, si riferì al minerale come biarsenite di nichel, pirite bianca di nichel o cloantite. Tuttavia, questi nomi furono rifiutati nel 1892 da E. Waller e Alfred Joseph Moses (1859–1920), che nelle loro analisi riscontrarono da un lato la stretta relazione con la skutterudite e dall'altro una proporzione predominante di nichel nella composizione; scelsero pertanto il nome nickelskutterudite, che fu adottato anche dai ricercatori successivi.

## Modificazioni e varietà
Nel 1921 O. Hackl descrisse un minerale trovato nei pressi di Radstadt a Salisburgo e lo chiamò dienerite in onore del paleontologo austriaco e scopritore del minerale Karl Diener (1862–1928). Tuttavia, poiché era stato trovato un solo cristallo e anche il campione tipo era andato perduto, l'analisi chimica non ha potuto essere verificata. La dienerite è stata quindi declassata a minerale "discutibile" dall'Associazione Mineralogica Internazionale (IMA) nel 2006 e classificata come possibilmente identica alla nickelskutterudite. Successivamente (2019) l'IMA ha rivalutato la dienerite ritenendola una specie minerale indipendente.

## Classificazione
La classica nona edizione della sistematica dei minerali di Strunz, aggiornata dall'Associazione Mineralogica Internazionale (IMA) fino al 2009, elenca la nickelskutterudite nella classe "2. Solfuri e solfosali (solfuri, seleniuri, tellururi; arseniuri, antimoniuri, bismuturi; solfoarseniuri, solfoantimonuri, solfobismuturi, ecc.)" e nella sottoclasse "2.E Solfuri metallici, M: S ≤ 1:2"; questa viene ulteriormente suddivisa in base al rapporto metallo/zolfo e alla composizione chimica del minerale, il modo da trovare la nickelskutterudite nella sezione "2.EC M:S = 1:>2" dove insieme a ferroskutterudite, kieftite e skutterudite forma il sistema nº 2.EC.05.
La medesima classificazione è mantenuta anche nell'edizione successiva, proseguita dal database "mindat.org" e chiamata Classificazione Strunz-mindat.
Nella Sistematica dei lapis (Lapis-Systematik) di Stefan Weiß la nickelskutterudite si trova nella classe dei "solfuri e solfosali (solfuri, seleniuri, tellururi, arsenuri, antimoniuri, bismutidi)" e nella sottoclasse dei "solfuri con [rapporto] metallo: S,Se,Te < 1:1", dove forma il sistema nº II/D.29 insieme a gaotaiite, iridisite, ferroskutterudite, kieftite e skutterudite.
Anche nella classificazione dei minerali secondo Dana, usata principalmente nel mondo anglosassone, la nickelskutterudite si trova nella classe dei "solfuri e solfosali" e nella sottoclasse dei "minerali solfuri"; qui è nella sezione dei "solfuri – compresi seleniuri e tellururi – con la composizione AmBnXp, con (m+n):p=1:2" dove forma il sistema nº 02.12.17 insieme a skutterudite, kieftite e ferroskutterudite.

## Abito cristallino
La nickelskutterudite cristallizza nel sistema cubico con il gruppo spaziale Im3 (gruppo nº 204) con il parametro reticolare a = 8,2653(6) Å, oltre ad avere 8 unità di formula per cella unitaria.

## Origine e giacitura
La nickelskutterudite è stata trovata nelle vene idrotermali depositate a media temperatura, dove è in paragenesi con arsenopirite, argento nativo, bismuto nativo, calcite, siderite, barite e quarzo.
La nickelskutterudite è stata trovata in molti siti sparsi per il mondo.
In Italia è stata rinvenuta nella miniera "Cruvin" presso Bruzolo e nella miniera "Punta Corna - Torre di Ovarda" presso Usseglio (entrambe in Piemonte); ritrovamenti anche nella miniera di "Nieddoris" presso Arbus e in diverse miniere nei pressi di Gonnosfanadiga (tutte in Sardegna).
In Europa ci sono moltissimi siti sparsi per la Germania e per la Francia, oltre che in Austria e Repubblica Ceca; in Portogallo il minerale è stato trovato solo presso le miniere di "Palhal" e di "Telhadela", entrambe nel distretto di Aveiro, mentre in Svizzera è stato trovato solo nel Canton Argovia, nei distretti di Laufenburg e di Zurzach. La nickelskutterudite è stata segnalata anche in Svezia, Gran Bretagna e Spagna.
Fuori dall'Europa, ci sono stati ritrovamenti in Australia, Canada e diverse contee degli Stati Uniti, oltre che il Giappone, Corea del Sud, Russia e Iran, solo per citarne alcuni.

## Forma in cui si presenta in natura
La nickelskutterudite sviluppa raramente cristalli idiomorfi con abito cubico o combinazioni cubiche, mentre di solito si presenta sotto forma di aggregati minerali simili a steli, a reni o granulari o massicci. Sono noti anche aggregati scheletrici a forma di rete con cristalli contorti (magliati) e deformati. Il minerale è opaco in qualsiasi forma.
Il colore della nickelskutterudite fresca varia dal bianco peltro al grigio argento chiaro o acciaio. Le superfici visibili dei cristalli hanno una lucentezza metallica. Dopo un po' di tempo, tuttavia, il minerale diventa grigio, nerastro o addirittura colorato. I reperti di nickelskutterudite sono spesso ricoperti anche di annabergite verde (fioritura di nichel) o di eritrite rossa (fioritura di cobalto).